# Geitenkerk
De Geitenkerk (Hongaars: Kecske Templon , Duits: Geißkirche)  ook wel Bencés templom / Benedictiner kirche (Benedictijnenkerk) of de Kerk van Maria-Tenhemelopneming , (Duits: Mariä Himmelfahrt kirche , Hongaars: Nagyboldogasszony-templom) genoemd. De kerk is het best bewaarde gotische kerkgebouw van het huidige Hongarije   en is gelegen in Sopron (stad) / Ödenburg , in het gelijknamige historische comitaat Sopron en stamt uit het jaar 1280 en is een Rooms-Katholieke Kerk. In deze kerk is één koning van Hongarije gekroond, tijdens de Dertigjarige Oorlog. Keizer/koning Ferdinand III op 8 december 1625. In deze kerk zijn ook twee Hongaarse koninginnen gekroond. Het dankt zijn populaire naam aan de geit op het donorwapen van de patriciërsfamilie Gaissel boven het hoofdportaal. Een ander gerucht gaat dat de "Geitenkerk" gefinancierd door een geitenherder wiens geiten een schat zouden hebben gevonden. De kerk beschikt over een unieke preekstoel en in het gebouw zijn resten te vinden van delen van middeleeuwse Fresco's. Binnen de kerk zijn diverse altaren en zijkapellen te vinden en een aantal vlaggen te vinden. De slanke kerktoren is ook origineel gotisch.

## Geschiedenis
De Geitenkerk werd rond 1280 gebouwd door franciscanen als onderdeel van hun klooster. De kerk kreeg later een gotisch gewelf en vervolgens een barok interieur. In de 17e eeuw werden de onderkoningen van Hongarije gekroond in de Geitenkerk, deze onderkoningen resideerden in het Palatijnspaleis in Poszony. Poszony was de toen, de hoofdstad van het koninkrijk Hongarije, tegenwoordig heet die stad Bratislava en is het de hoofdstad van de Slowaakse Republiek. De Landdag vonden ook in Sopron, Poszony of Boeda plaats. Toen keizer Jozef II in 1787 het Franciscaner klooster in Sopron / Ödenburg  ontbond, ging de kerk naar de Benedictijnenorde.

## Afbeeldingen

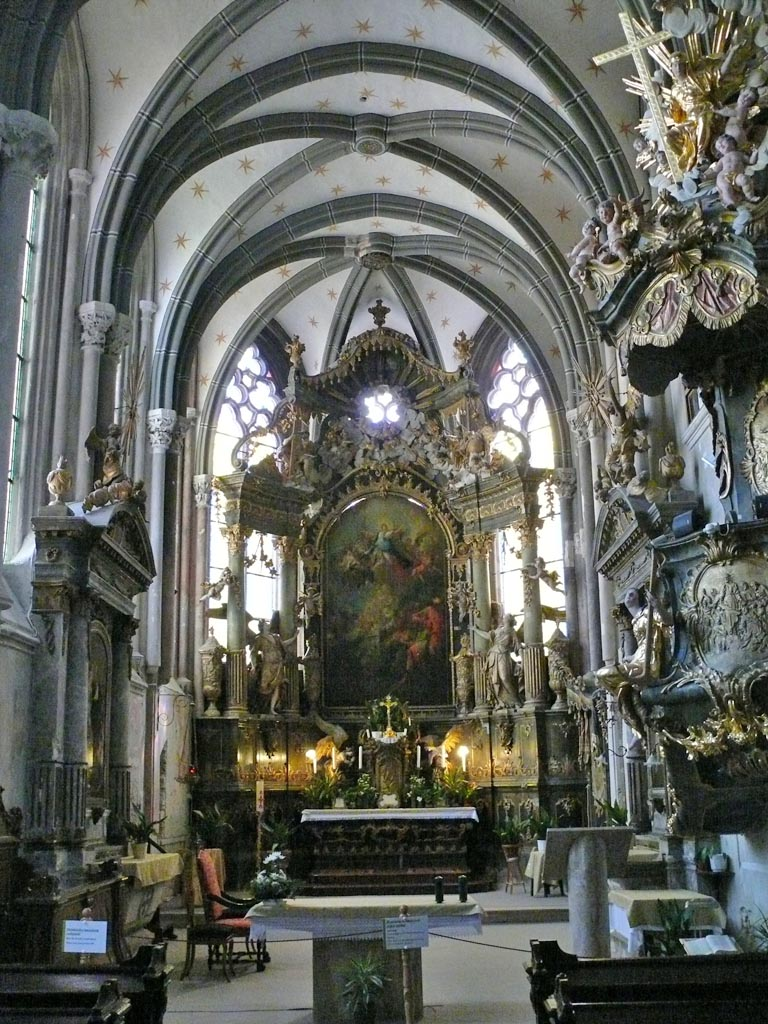
Het hoofdaltaar
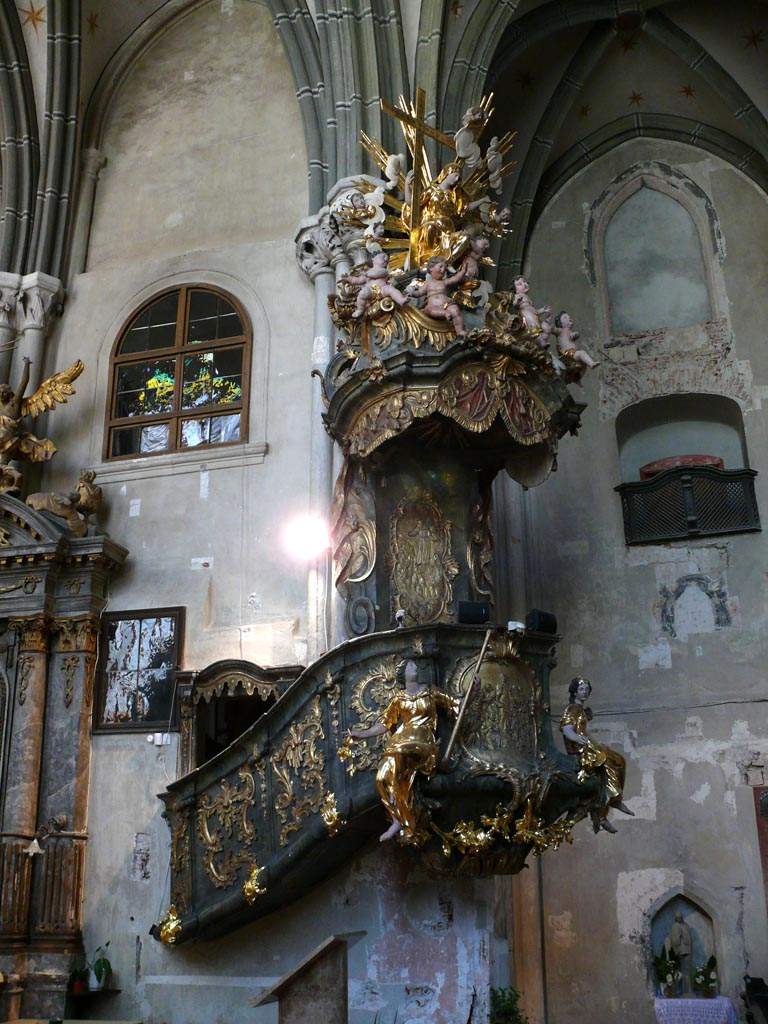
De bijzondere preekstoel met enkele nissen
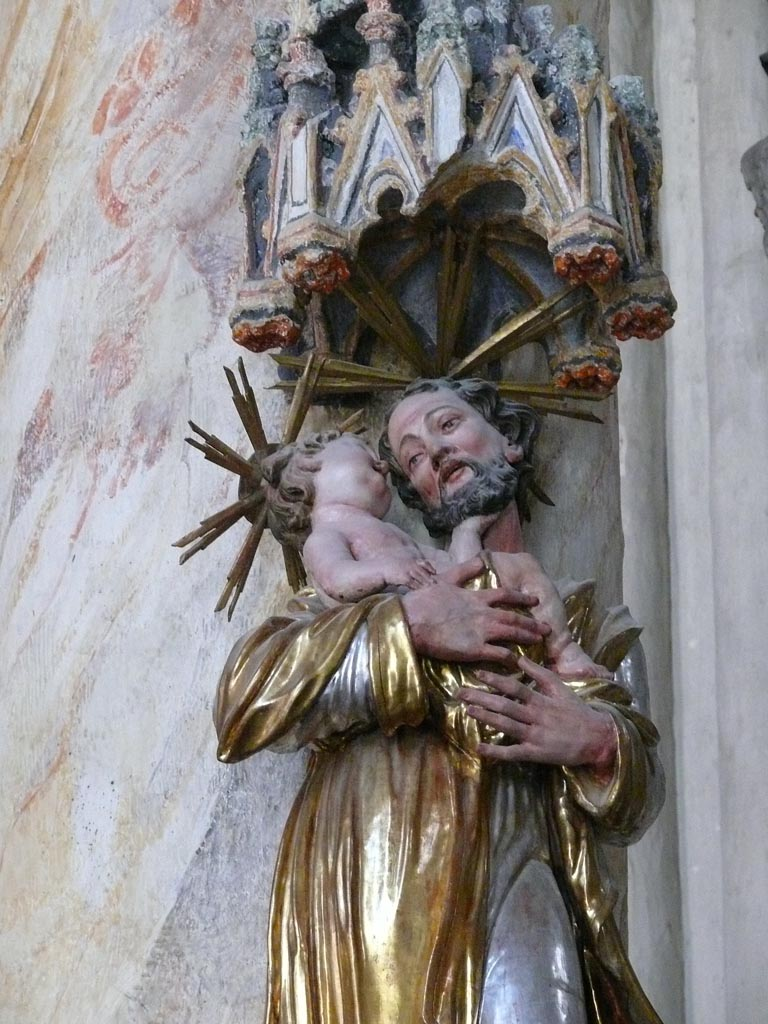
Close-up van een Houten Heiligenbeeld.
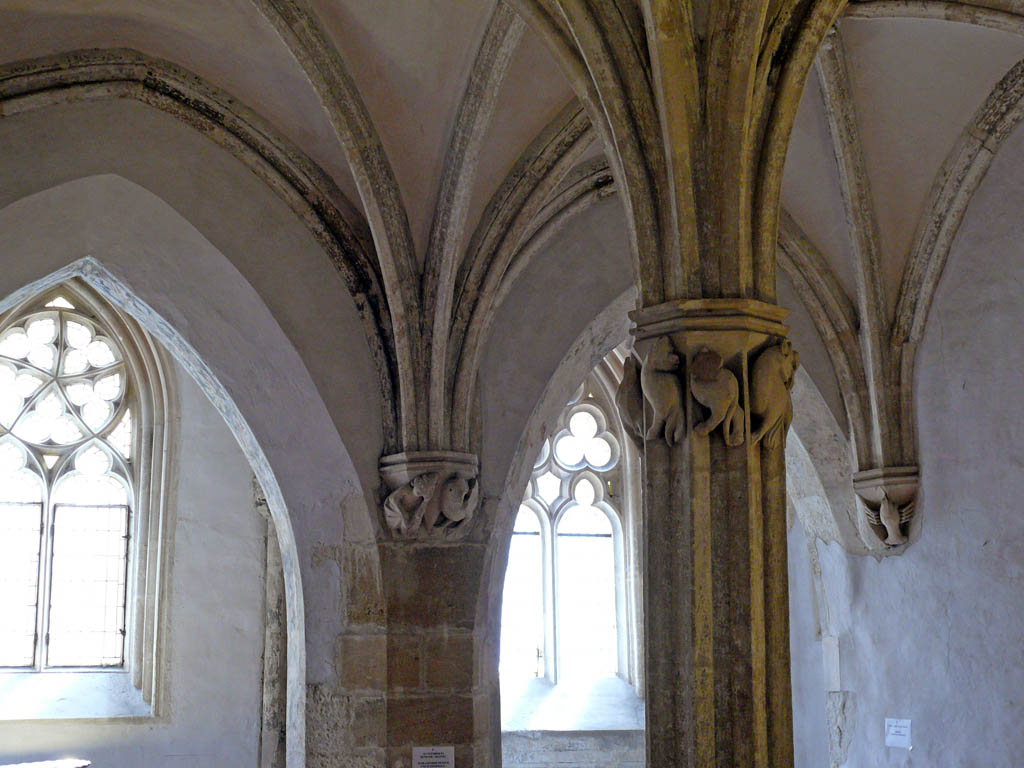
Close-up van een deel van de gewelven en gotische vensters
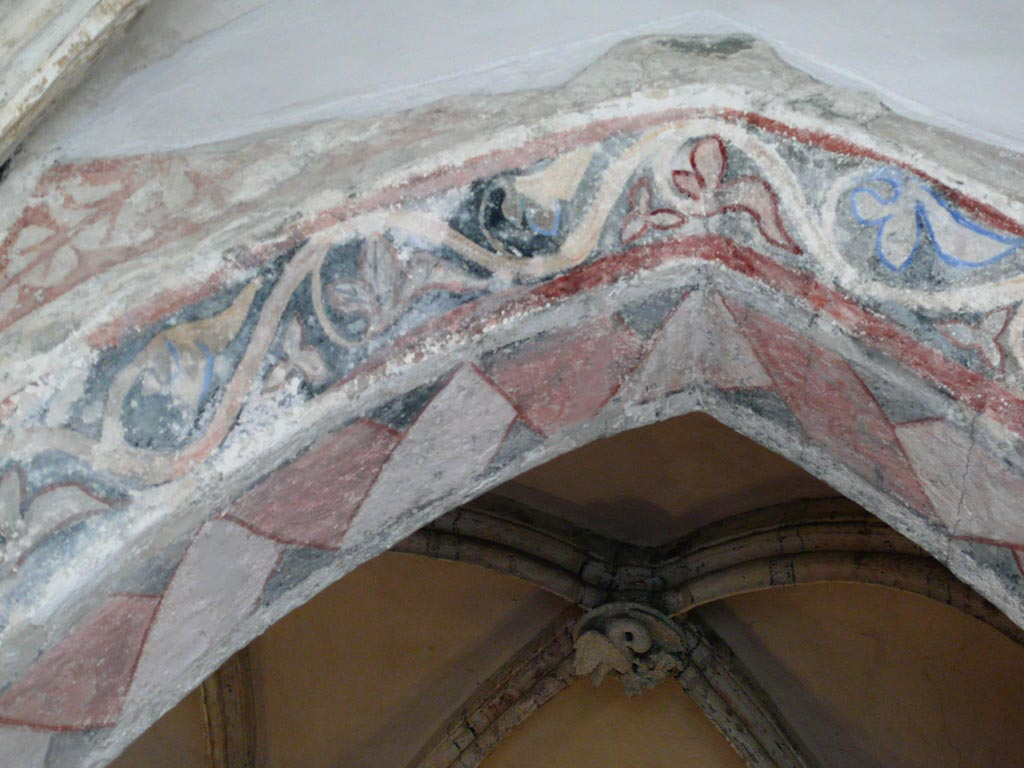
close-up van een deel van de fresco's
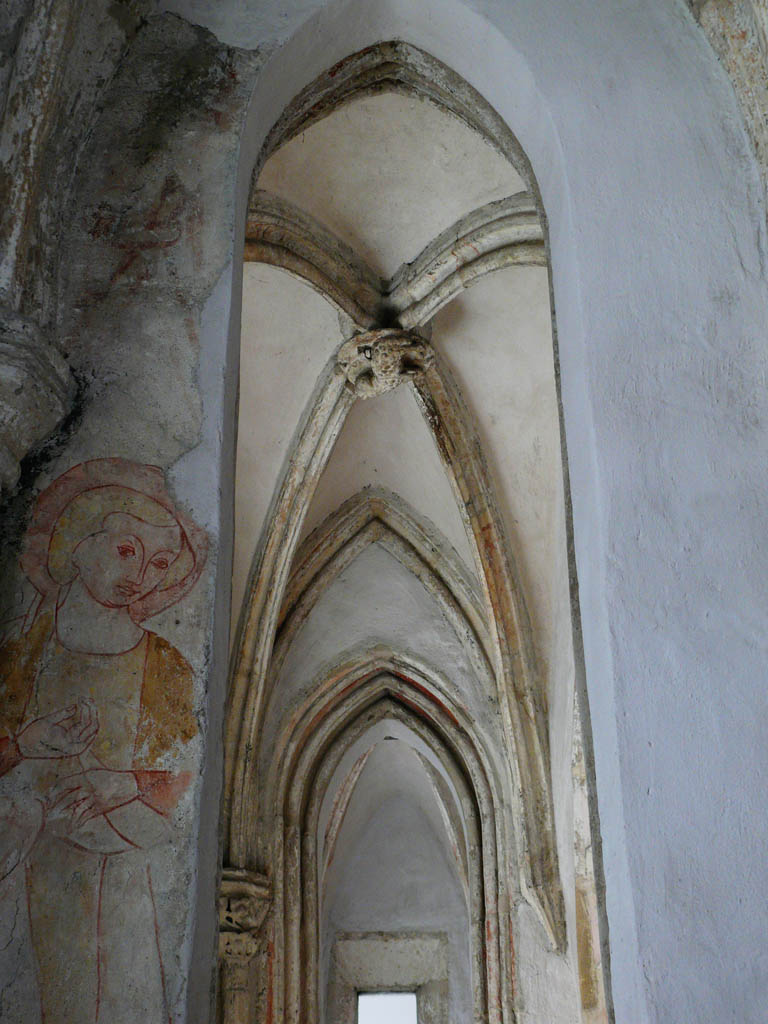
Doorkijkje langs de gewelven, waarop links een frescobeschildering te vinden is
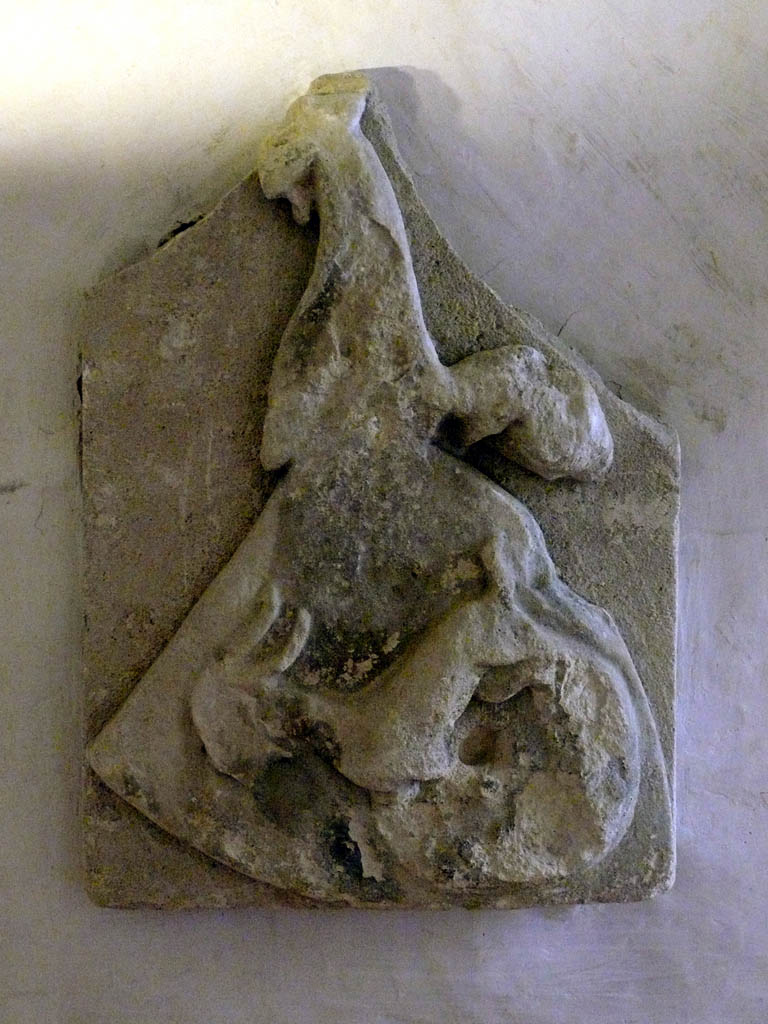
Het wapenschild van de patriciërsfamilie Gaissel
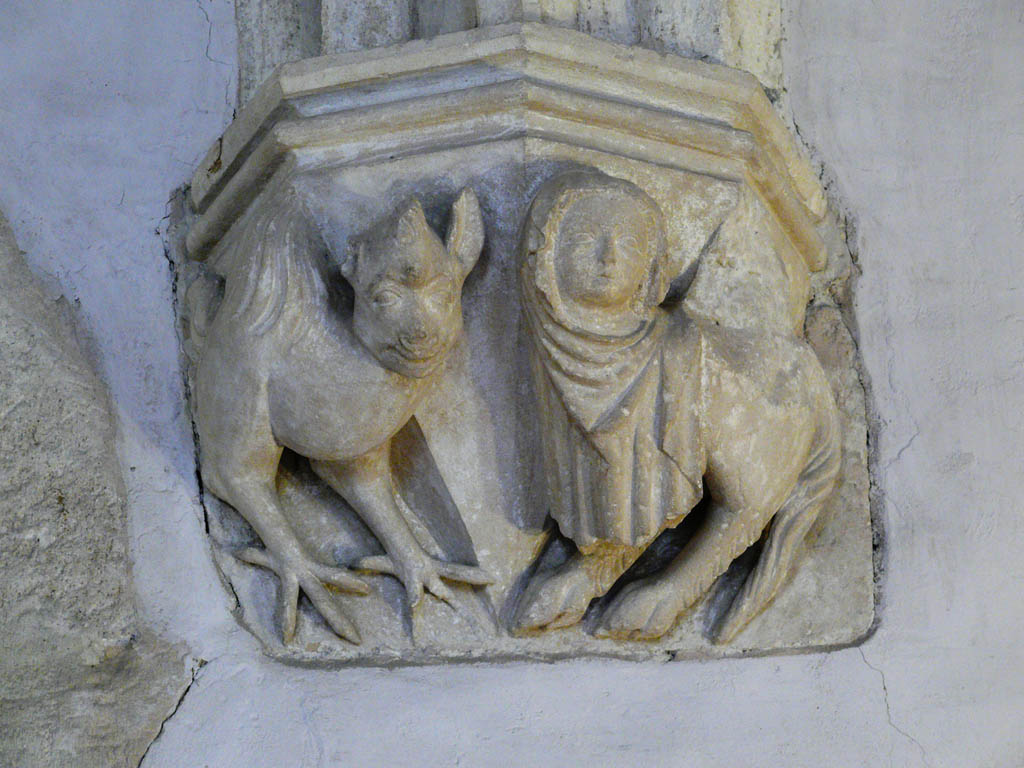
sculptuur waarop een van de katholieke hoofdzonden wordt